# Hypodiscus alternans
Hypodiscus alternans är en gräsväxtart som beskrevs av Neville Stuart Pillans. Hypodiscus alternans ingår i släktet Hypodiscus och familjen Restionaceae. Inga underarter finns listade i Catalogue of Life.